# Camponotus papago
Camponotus papago é uma espécie de inseto do gênero Camponotus, pertencente à família Formicidae.